# Саймън Джонсън
Саймън Джонсън (на английски: Simon Johnson) е английско-американски икономист.
Роден е на 19 януари 1963 година в Шефилд. През 1984 година получава бакалавърска степен от Оксфордския университет, през 1986 завършва магистратура в Манчестърския университет, а през 1989 година защитава докторат в Масачузетския технологичен институт. След това преподава в Харвардския университет (1989 – 1991), Университета „Дюк“ (1991 – 1997) и Масачузетския технологичен институт (от 1997), през 2007 – 2008 година е главен икономист на Международния валутен фонд. Работи главно в областта на икономиката на развитието.
През 2024 година Саймън Джонсън – заедно с близките до него икономисти Джеймс Робинсън и Дарон Аджемоглу – получава Нобелова награда за икономика „за изследвания на начина на образуване на институциите и влиянието им върху просперитета“.